# Karel I sigarenfabriek (Stratum)

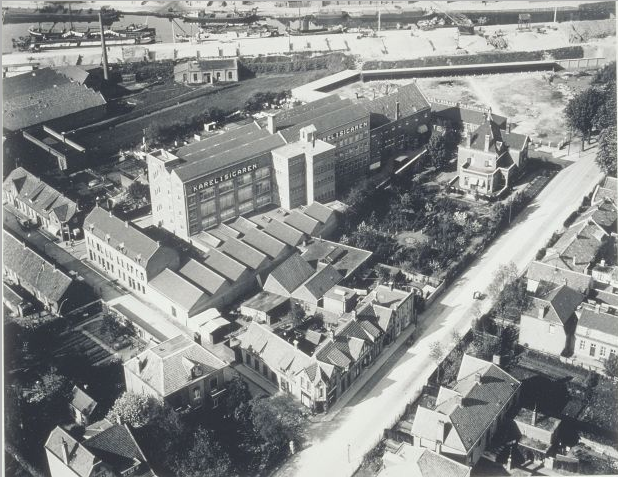
De voormalige sigarenfabriek

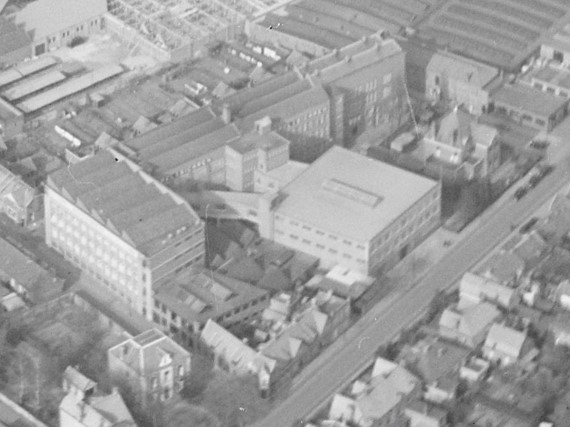
De sigarenfabriek na de uitbreiding

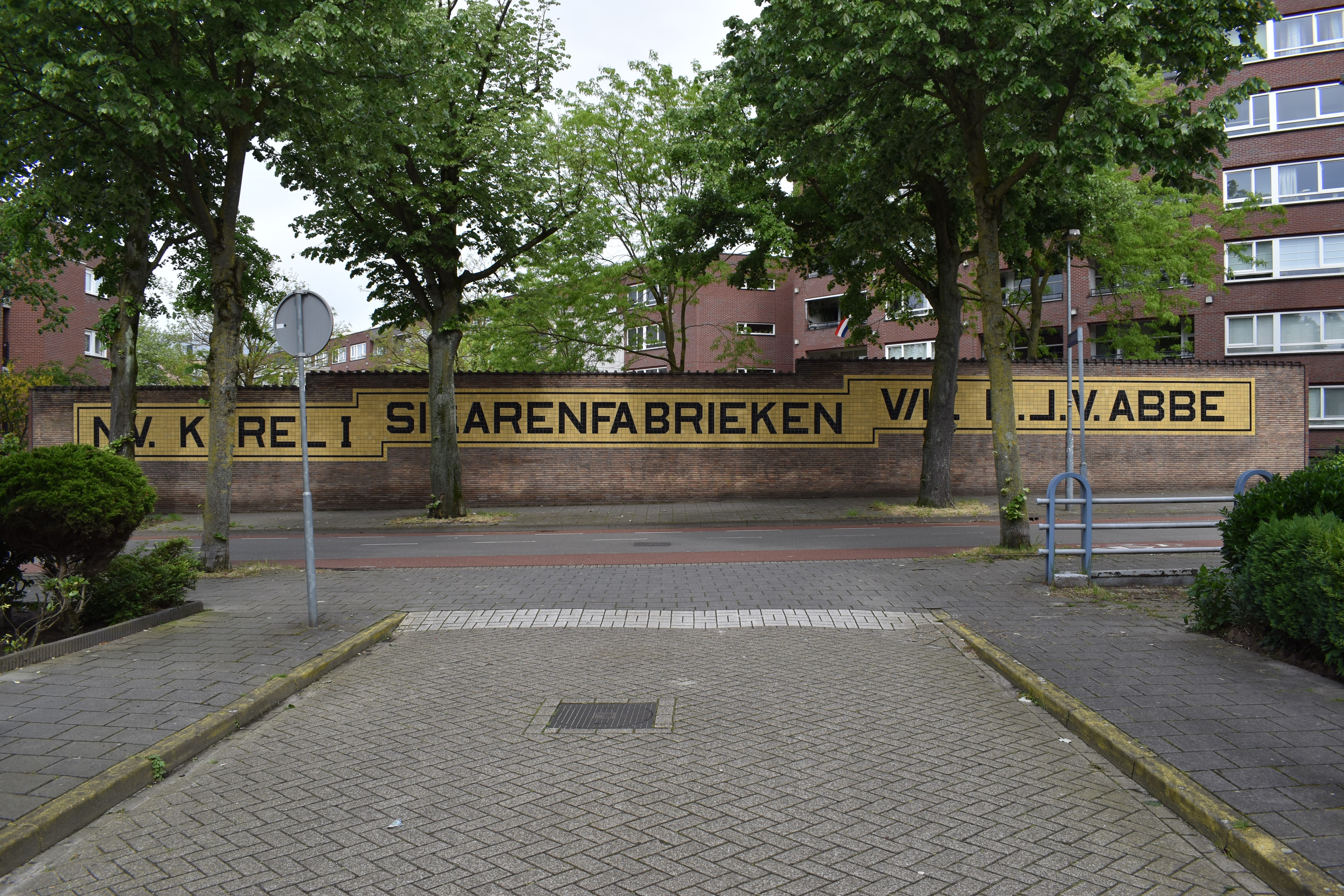
De Karel I-muur met daarop de tekst N.V. KAREL I SIGARENFABRIEKEN V/H H.J.V. ABBE die herinnert aan de sigarenfabriek

De Karel I sigarenfabriek aan de Korte Havenstraat 2 in Eindhoven was een sigarenfabriek van Henri van Abbe. In de fabriek werd de Karel I-sigaar geproduceerd. De sigarenfabriek groeide in Stratum uit tot een van de grootste en modernste tabaksfabrieken.

## Koop
Nadat Henri van Abbe in 1900 een kleine tabaksfabriek in Amsterdam begon en deze 1908 verplaatste naar Gestel, verhuisde hij in 1915 naar Stratum. Elf jaar eerder, in 1904, werd hier een fabriek gebouwd, waarvan de firma Prinzen & Keunen eigenaar was. Vanaf 1915 verhuisde Van Abbe met zijn bedrijf naar Stratum en nam hij de sigarenfabriek Prinzen & Keunen over. In 1917 werd de fabriek door Van Abbe gekocht.

## Uitbreiding
In 1919 werd de fabriek al uitgebreid. Na het einde van de Eerste Wereldoorlog steeg de vraag naar de sigaren van Karel I. In 1920 bouwde Van Abbe een grote fabriek in Stratum. Hij kocht ook machines die een groot deel van het werk van de traditionele sigarenmakers overnamen. De fabriek bood plaats aan meer dan 1.300 medewerkers. In tegenstelling tot andere sigarenfabrieken was het er netjes en georganiseerd. Zelfs de wc's waren schoon. De vrouwen achter de machines droegen witte jassen en kapjes voor hygiëne. Het succes was bijzonder groot. Naast dat de fabriek werd uitgebreid in 1919 en 1920, volgden er ook uitbreidingen in 1926 en 1927.
Het pand aan de Havenstraat te Stratum uit 1926 was een modernistisch industrieel utiliteitsgebouw met vier verdiepingen en een sheddak. Het ontwerp was van Arend Beltman. Het architectenbureau dat zijn vader Gerrit Beltman in 1871 oprichtte, werd vanaf 1911 voortgezet door zijn zoon Arend Beltman en is thans het oudst bekende architectenbureau van Nederland. Door een grote uitbreiding in 1927 konden er 600 extra werknemers in dienst genomen worden. Overigens opende Van Abbe rond die tijd ook sigarenfabrieken in Reusel en Waalre.
In 1929 is de fabriek na die van Philips de grootste onderneming in Eindhoven en telt dan 1.345 arbeidskrachten. Op het hoogtepunt werkten er bij de Karel I sigarenfabriek in Stratum ruim 2.600 arbeiders.

## Brand
Op 19 februari 1971, om vijf uur 's ochtends, brak er brand uit in het plasticmagazijn van Treffina, op het terrein van Karel I. Wat begon als een klein brandje, mondde uit in een enorme vlammenzee. 150 brandweerlieden waren urenlang bezig om de brand te bestrijden. Het vuur woedde over een oppervlakte van ruim 40.000 vierkante meter en er werden gebouwen, kantoren en loodsen verwoest. De ravage was enorm. Zo'n 30 miljoen sigaren gingen verloren. De bewoners van de Korte Havenstraat werden geëvacueerd. De oorzaak van deze grote brand werd nooit gevonden.